# Ernesto Caccavale
Ernesto Caccavale, né le 22 août 1963 à Naples, est un homme politique et journaliste italien. Il a été membre de Forza Italia et député européen.

## Biographie
Il est né à Naples dans une famille d'enseignants dans laquelle les deux parents sont professeurs de mathématiques